# Inti (waluta)
Inti – dawna jednostka monetarna Peru. Obowiązywała od 1 stycznia 1986 r. do czasu reformy bankowej w 1991 r.